# عالی‌مقام (فیلم)
عالی‌مقام (لهستانی: Magnat) یک فیلم درام تاریخی لهستانی به کارگردانی فیلیپ بایون است که در سال ۱۹۸۷ منتشر شد. این فیلم در سال ۲۰۰۴، به‌عنوان یکی از ۱۰۰ فیلم برتر تاریخ سینمای لهستان انتخاب شد.

## گزیدهٔ بازیگران
- یژی بینچیتسکی
- یان نووینسکی
- گراژینا شاپوووفسکا
- یژی ترلا
- اولگیرد ووکاشِـویچ
- بوگوسواف لیندا
- ماریا گوادگوفسکا
- یان اِنگلرت
- هنریک بیستا
- باربارا راخوالسکا
- میروسواوا مارخلوک
- الکساندر فوژیل